# Pavel Barcuch
Pavel Barcuch (* 23. srpna 1966 Slavičín) je český fotbalový trenér a bývalý prvoligový fotbalový brankář. Celkem odchytal 91 prvoligových zápasů (69 za moravské Drnovice, 22 za slezskou Karvinou).
Po skončení profesionální hráčské kariéry se věnuje tréninku a výchově brankářů. V sezoně 2016/17 měl premiéru jako hlavní trenér A-mužstva TJ Sokol Ořechov.

## Hráčská kariéra
Je odchovancem slavičínského fotbalu, s mužským fotbalem začínal ve Zbrojovce Brno, dále byl na vojně v Rudé hvězdě Cheb, ale prvoligový start si nepřipsal. Od roku 1989 byl v Drnovicích, se kterými zažil postup z 2. ČNL (3. liga) do 1. ČNL (2. liga). Pak působil ještě jednu sezonu v Drnovicích, poté byl v sezóně 1992/93 na hostování ve Slovácké Slavii Uherské Hradiště hrající MSFL. Po této sezóně se vrátil do Drnovic, kde si poprvé zachytal první ligu a stal se stabilní jedničkou. S Drnovicemi se dostal do finále Poháru ČMFS na jaře 1996, ale do finálového utkání nezasáhl (chytal Tomáš Bernady). Na podzim 1996 odešel na hostování do druholigového Přerova, na jaře 1997 strážil opět branku taktéž druholigové Slovácké Slavie. Po skončení sezóny 1996/97 odešel do Karviné, s kterou ihned v sezoně 1997/98 postoupil ze 2. ligy do 1. ligy. Kuriozitou Barcuchovy kariéry byl jarní zápas Karviné s Chrudimí, ve kterém vstřelil dvě branky. Prvně se mu podařilo skórovat přímo z výkopu, načež ještě brankou z pokutového kopu uzavřel skóre na konečných 7:0. V sezoně 1998/99 odchytal svých posledních 22 prvoligových zápasů. V sezónách 1999/00 – 2001/02 byl oporou druholigových Ratíškovic, se kterými se dokázal probojovat do finále Poháru ČMFS na jaře 2000. Sezonu 2002/03 strávil v MSFL v dresu Hanácké Slavie Kroměříž. Poté odchytal 3 sezony (2003/04 – 2005/06) za divizní Slavičín. Na podzim 2004 pomohl výborným výkonem diviznímu Slavičínu k bezbrankové remíze po 90 minutách hry a následnému postupu v penaltovém rozstřelu (8:7) přes prvoligovou Zbrojovku Brno, ve které osmnáct let předtím odehrál svůj první druholigový zápas. Další jeho štací byl ČSK Uherský Brod, kde chytal v krajském přeboru na podzim 2006. Při působení v Uherském Brodě mu útočník Miroslav Březík z Provodova vstřelil gól z poloviny hřiště a tato situace se dokonce objevila v rubrice Borec na konec v TV Nova. Poté působil tři roky (jaro 2007 – podzim 2010) v Dolní Lhotě u Luhačovic v okresní soutěži Zlínska. Od jara 2011 oblékal dres Skaštic na Kroměřížsku v I. B třídě Zlínského kraje.

## Trenérská kariéra
Po skončení profesionální hráčské kariéry se věnuje tréninku a výchově brankářů. V sezoně 2016/17 měl premiéru jako hlavní trenér A-mužstva TJ Sokol Ořechov, se kterým ihned postoupil ze druhého místa I. B třídy (sk. C) do I. A třídy Zlínského kraje (sk. B). Mužstvo vedl v I. A třídě i v sezoně 2017/18 a na podzim 2018.